# 馬特巴6 Unica自動左輪手槍
馬特巴Model 6 Unica（英語：Mateba Model 6 Unica，通稱：馬特巴或馬特巴自動左輪手槍）是一款由意大利槍械製造商MA.TE.BA.武器公司所研製，生產及出售的、在該類型中少數能大量生產的自動左輪手槍，發射.357 S&W麥格農、.44雷明登麥格農和.454卡蘇爾子彈。埃米利奧·基斯帕（英語：Emilio Ghisoni，卒於2008年）為該武器的美國專利＃4712466（能夠詳細介紹該武器的操作）的持有人。

## 歷史
馬特巴Model 6利用擊發時的後座力來讓弹巢旋轉和令擊錘再待擊，這點與傳統的左輪手槍是取決於使用者以物理手法扣動扳機和／或拉起擊錘以擊發武器的操作機構不同。
馬特巴自動左輪手槍的槍管對準亦與大多數其他的左輪手槍有所不同。馬特巴的槍管軸線位於轉輪軸線之下，比大多數其他的左輪手槍都要低。這樣設計是因為它從彈巢最下方的膛室射擊，而非從彈巢最上方的膛室射擊。這種設計的優點是使槍膛軸線（槍管軸線）最大限度地與射手持槍手的虎口高度相同。在射擊時，通過引導其後座力，使後座力幾乎正直地作用於射手手腕上的虎口部位，而非向上；加上馬特巴本身的質量，就可以大幅降低正常的左輪手槍射擊時產生的扭轉運動或槍口上揚。
該槍的整個上部組件（槍管、彈巢和底把）安裝在下部底把（容納了扳機、擊錘和握把）的導軌上。而在擊發時，上部組件會很像半自動手槍般向後後座1⁄2英吋（12.7毫米）。上部組件於向後運動時會拉下擊錘，而彈巢就在向前行程時旋轉。

## 衍生型
以下是馬特巴左輪手槍的衍生型：
- 防衛型（Defense）—4英吋槍管，.357 S&W麥格農
- 家居保障型（Home Protection）—10英吋槍管，.44雷明登麥格農
- 動態運動型（Dynamic Sportiva）—5英吋或6英吋槍管，.357 S&W麥格農
- 獵人型（Hunter）—83⁄8英吋槍管，.357 S&W麥格農（.38 S&W特種彈）和.44雷明登麥格農（.44 S&W特種彈（英语：.44 Special））

此外，它們的槍管可以在3英吋、4英吋、5英吋、6英吋、7英吋和8英吋之間相互更換來改變槍管和整體的長度。

### 馬特巴格里芬
還有一個可選用的型號是馬特巴格里芬（Mateba Grifone），在自動左輪手槍的槍身和槍機方面配有一根18英吋槍管、護木和槍托。它除了具有上述的.357 S&W麥格農和.44雷明登麥格農兩種口徑外，還有.454卡蘇爾口徑版本（亦可發射.45柯爾特彈藥）可以選用。

## 多重子彈裝填能力

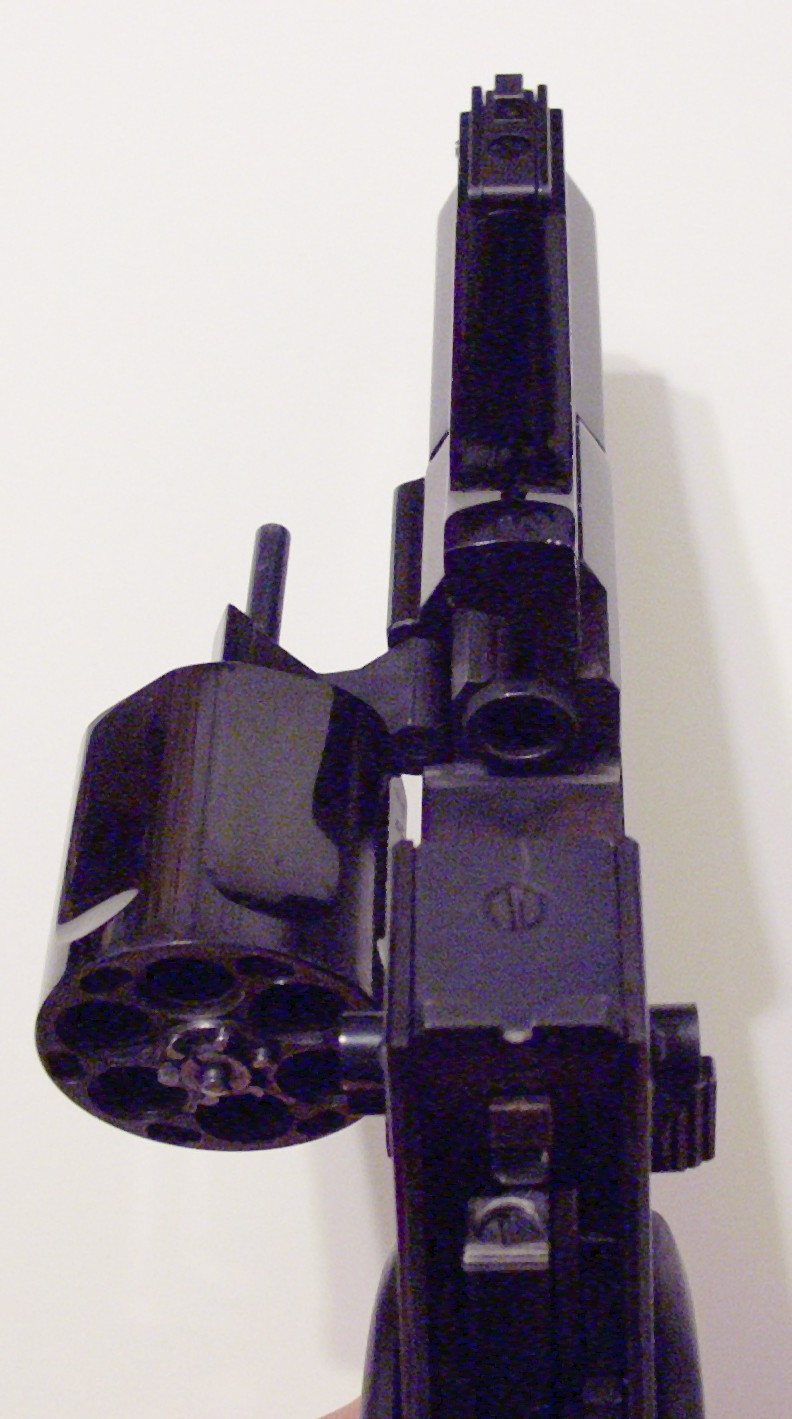
弹巢處於打開位置的馬特巴Model 6 Unica的的後視圖。

與其他.357 S&W麥格農左輪手槍一樣，馬特巴自動左輪手槍在.357 S&W麥格農時亦可裝填.38 S&W特種彈，但是典型.38 S&W特種彈的裝藥劑量並沒有足夠的火藥燃氣來令反沖機構充分完成槍機循環，就算武器仍然可以扣動雙動操作扳機讓彈巢轉動。有兩種可選用的緩衝簧是專門為.38 S&W特種彈而設計的，可以由操作者進行安裝以解決這個問題（.38 S&W特種彈和.38圓柱平頭彈）。
更換緩衝簧時需要移除滑動組件，而滑動組件是由保持銷用以保持在適當位置，而保持銷本身則是由位於扳機護圈內的小螺絲所固定。槍管罩筒同時充當緩衝簧固定器和導桿襯套。

## 流行文化

### 电影
- 2015年—：由碧翠絲·「翠絲」·普里爾（Beatrice "Tris" Prior，莎蓮·活莉飾演）和彼得·海斯（Peter Hayes，麥爾斯·泰勒飾演）所使用。

### 电子游戏
- 2007年—《穿越火線》：命名為“麥特左輪”，下士军衔可購買，購買價格為20000GP
- 2012年—《戰爭前線》：型號為獵人型（Hunter），命名為“Mateba Autorevolver”，槍口裝有補償器，以6發弹巢供彈，以副武器之姿出现并可由所有职业使用，K點時限購買，可以改裝瞄准镜（EOTECH 553全息瞄准镜、绿点全息瞄准镜、红点瞄准镜、手槍瞄準鏡），不可改裝槍口配件。
- 2013年—《上帝模式》：型號為獵人型（Hunter），命名為「左輪手槍」，于等級2解鎖，需要10000金幣購買。射速慢，精準度高，威力大。
- 2013年—：资料片「龍之獠牙」（Dragon's Teeth）武器之一。只在聯機模式中登場。型號為動態運動型（Dynamic Sportiva），命名為「UNICA 6」，發射.357麥格農子彈，以6發彈巢供彈。聯機模式時為所有兵種的解鎖武器包武器之一，於完成小任務「大片水花」（啟動沉龍河畔地圖上的水閘及游泳時擊殺5人）時解鎖，被歸類為佩槍（英语：Side arm），並可以使用手電筒、防火帽、鬼環、制動器、迷你、雷射瞄準器、德爾塔、重型槍管以及三件戰鬥包附件（瞄準鏡（放大3倍）、消光器、綠點雷射瞄準器、雷射／燈光組合、戰術燈、三光束雷射當中之三）。
  - 該武器具有特殊換彈動作。
- 2014年—《看門狗》：遊戲命名為「M8-M」，可以在槍店使用15000元來購買的5星槍支。遊戲中亦衍生出另外兩個版本「Chrome」及「Auto-6」，而「Chrome」需要完成十次預測犯罪即可獲得，而「Auto-6」需要擁有電腦駭客包（Cyberpunk Pack）DLC才可獲得。
- 2015年—：型號為動態運動型（Dynamic Sportiva），命名為2005M。
- 2016年—：可由主角奈森·德瑞克（Nathan Drake）所使用。

## 資料來源
1. 1 2  Mateba Model 6 Unica. 的存檔，存档日期2007-08-23. Retrieved on August 19, 2008.
2. ↑  Mateba, the future of revolvers?. 的存檔，存档日期2008-10-06. Retrieved on August 19, 2008.
3. ↑  MATEBA AutoRevolver 6-Defence. （页面存档备份，存于） Retrieved on August 19, 2008.
4. ↑  MATEBA AutoRevolver 6-Dynamic Sportiva. （页面存档备份，存于） Retrieved on August 19, 2008.
5. ↑  MATEBA AutoRevolver 6-Home Protection. （页面存档备份，存于） Retrieved on August 19, 2008.
6. ↑  MATEBA AutoRevolver 6-Hunter. （页面存档备份，存于） Retrieved on August 19, 2008.
7. ↑  MATEBA Grifone. （页面存档备份，存于） Retrieved on August 19, 2008.

## 外部連結
- （英文）—Modern Firearms－Mateba Model 6 Unica auto-revolver （页面存档备份，存于）
- （英文）—Picture of a Mateba Model 6 Unica .357 Magnum （页面存档备份，存于）
- （英文）—Picture of a Mateba Model 6 Unica .44 Magnum （页面存档备份，存于）
- （英文）—MA.TE.BA.FAN.－Mateba Model 6 Unica （页面存档备份，存于）
- （英文）—The Firearm Blog.com—
  - Mateba Unica 6 （页面存档备份，存于）
  - Review: Chiappa Rhino 60DS AKA White Rhino （页面存档备份，存于）